# Le Bouchon-sur-Saulx
Le Bouchon-sur-Saulx ist eine französische Gemeinde mit 232 Einwohnern (Stand: 1. Januar 2022) im Département Meuse in der Region Grand Est. Sie gehört zum Kanton Ligny-en-Barrois im Arrondissement Bar-le-Duc.

## Geografie
Die Gemeinde liegt am Fluss Saulx, im Gemeindegebiet entspringt dessen Nebenfluss Orge.
Nachbargemeinden sind Fouchères-aux-Bois im Nordosten, Ligny-en-Barrois im Osten, Dammarie-sur-Saulx im Süden und Ménil-sur-Saulx im Nordwesten.

## Bevölkerungsentwicklung

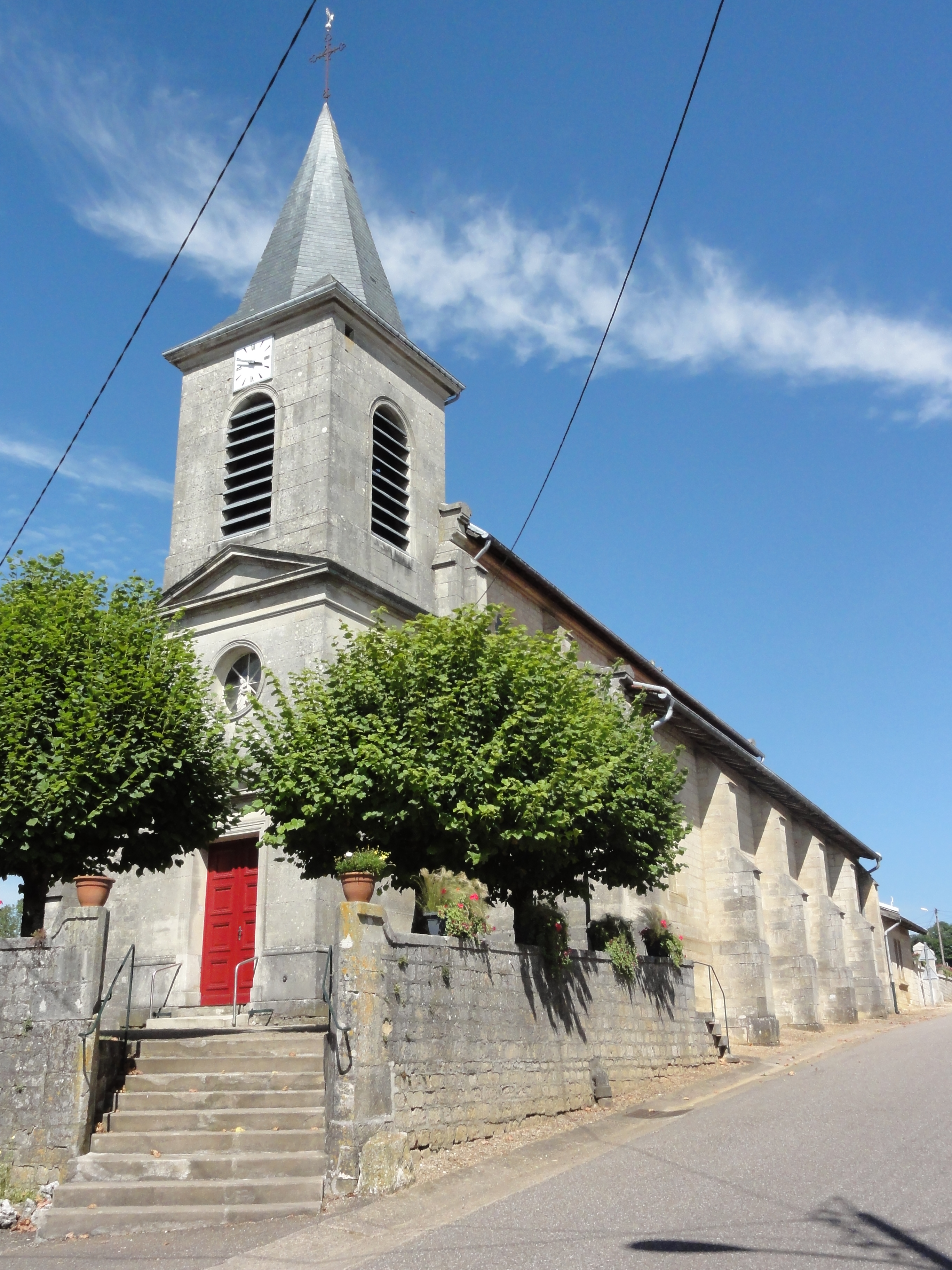
Kirche Saint-Èvre

| Jahr      | 1962 | 1968 | 1975 | 1982 | 1990 | 1999 | 2008 | 2019 |
| --------- | ---- | ---- | ---- | ---- | ---- | ---- | ---- | ---- |
| Einwohner | 272  | 266  | 265  | 275  | 245  | 219  | 222  | 239  |